# Tereza Urbánková
Tereza Urbánková (* 2. března 1991 Ostrava) je bývalá česká florbalistka, reprezentační rekordmanka, bronzová medailistka z Mistrovství světa 2013 a trojnásobná mistryně Česka. V nejvyšších soutěžích Česka a Švédska hrála v letech 2006 až 2023.

## Klubová kariéra
Prvním klubem Urbánkové byl v roce 2002 1. MVIL Hrabová. V roce 2006 přestoupila do 1. SC Vítkovice a začala za ně hrát v Extralize. Již ve třetím ročníku ve Vítkovicích byla nejproduktivnější hráčkou týmu. Tou byla i v sezóně 2009/2010, ve které s Vítkovicemi získala bronz.
V roce 2010 začala studovat v Praze a přestoupila do klubu Herbadent SJM Praha 11, se kterým získala tři tituly v řadě. V sezóně 2011/2012 byla nejproduktivnější hráčkou týmu a v superfinále vstřelila dva góly a na jeden asistovala.
Po stříbrné sezóně 2013/2014 přestoupila do TJ JM Chodov. S Chodovem získala v sezóně 2014/2015 první mistrovský titul klubu. Pak odešla na své první zahraniční angažmá do švédské ligy do klubu KAIS Mora IF. S nimi získala v roce 2015 v Mladé Boleslavi jako první česká hráčka zlato na Poháru mistrů a v navazující sezóně 2015/2016 švédský vicemistrovský titul. I když do obou finálových zápasů zasáhla jen krátce.
Urbánková se následně vrátila na Chodov, kde jako kapitánka týmu získala bronzovou medaili a v sezóně 2017/2018 vicemistrovský titul.
V roce 2018 přestoupila znovu do Švédska, tentokrát do klubu Malmö FBC. Za Malmö odehrála pět sezón a v roce 2023 ukončila kariéru.

## Reprezentační kariéra
Urbánková poprvé reprezentovala Česko na juniorském mistrovství světa 2008. Na dalším juniorském mistrovství 2010 vstřelila ve vítězném zápase o bronz čtyři góly a byla zařazena do All Star týmu. Byla to první česká ženská medaile z mistrovství světa. Urbánková byla s devíti góly nejproduktivnější českou hráčkou turnaje.
V ženské reprezentaci hrála poprvé na mistrovství v roce 2011, kde Češky také získaly první ženský bronz. Urbánková v rozhodujícím zápase nahrála na vítězný gól Dominiky Šteglové. Na Polish Cupu v roce 2013 s týmem poprvé v historii porazily Finsko. Na šampionátu ve stejném roce byla nejproduktivnější českou hráčkou. Celkem hrála na všech mistrovstvích mezi lety 2011 a 2019. S pěti starty patří k českým hráčkám s nejvyšším počtem účastí. Společně s Eliškou Krupnovou byly několik let na vrcholu tabulky kanadského bodování ženské reprezentace, než ji Krupnová překonala v roce 2020, poté co Urbánková ukončila reprezentační kariéru. Urbánková držela také rekord v počtu vstřelených branek na mistrovstvích světa, který v roce 2021 překonala rovněž Krupnová.
| Umístění         | Soutěž                                                          |
| ---------------- | --------------------------------------------------------------- |
| 5.               | Mistrovství světa ve florbale žen do 19 let 2008                |
| Bronzová medaile | Mistrovství světa ve florbale žen do 19 let 2010 (All Star tým) |
| Bronzová medaile | Mistrovství světa ve florbale žen 2011                          |
| 4.               | Mistrovství světa ve florbale žen 2013                          |
| 4.               | Mistrovství světa ve florbale žen 2015                          |
| 4.               | Mistrovství světa ve florbale žen 2017                          |
| 4.               | Mistrovství světa ve florbale žen 2019                          |

## Ocenění
V roce 2010 byla zvolena nejlepší českou juniorkou sezóny.